# 东大街 (北京市通州区)
39°54′30″N 116°39′58″E / 39.908459°N 116.666155°E
东大街是北京市通州区曾经的一条道路，位于新华东街东端北侧。东起北小门，西至北大街。

## 历史
洪武初年（1368年）建立通州城后形成，因在东门内，名东门大街。
东大街是雍正七年（1729年）修建通州至朝阳门石道的起始点。
1954年左右铺设沥青道路。
东大街在2010年左右的旧城改造中消失，现为在建的绿地中央城。

## 周边
- 老衙门：建文四年（1402年）设置通州卫署及卫所，在东大街西段北侧原通州卫胡同东侧设置军队指挥机关；1900年，义和团运动爆发后，古北口提督及其所统领的军队移驻通州并设提督行辕，在东大街修造了提督衙门。1920年发生兵变后撤销[2]。

|  | 通州 新城 北門 南門 新城南門 西門 東門 北極閣 文昌閣 敵樓 舊敵樓 鼓樓 文殊塔 南溪閘 減水閘 通流閘 新城大街 西大街 北大街 东大街 南关大街 南大街 西顺城街 天成巷 帥府街 東關大街 十字街 大、小紅牌樓胡同 新街下坡胡同 新街口 西倉 南倉 中倉 馬家胡同 熊家胡同 四眼井胡同 史家胡同 白將胡同 大条胡同 二条 三条胡同 小燒酒胡同 半截胡同 大燒酒胡同 中倉胡同 倉溝 史家胡同 石板胡同 如意胡同 蔡家胡同 教子胡同 東塔胡同 前剪子巷 后剪子巷 豆腐巷 八里橋 通利橋 哈叭橋 善人橋 臥虎橋 吾党橋 東水關 南水關 東海 西海 葫蘆頭 石壩 土壩 北運河 通州衛 理事廳 倉場署 刑錢府 江蘇局 浙江局 貢院 後營 東營房 西營房胡同 定邊衛 北後街 南街 黃亭 聖教寺 慈航寺 靜安寺 觀昌寺 文廟 武聖廟 大關廟 龍王觀 三官廟 萬壽宫 碧霞宫 射園 北果市 牛市口 魚市 糧食市 江米店 東柵欄口 西柵欄口 玉带河 |
|  | 光緒《通州志》中的“城池圖” |